# 法心院
法心院（ほうしんいん、天和2年（1682年） - 明和3年6月2日（1766年7月8日））は、江戸幕府第6代将軍徳川家宣の側室。名は古牟。別称に一之御部屋、右近局。

## 経歴
天和2年（1682年）、町医者・太田宗庵の娘として誕生する。
元禄15年（1702年）、家宣がまだ綱豊と称していた頃に、御湯殿掛の御末として桜田御殿に奉公に上がる。長じて御次に昇進し、宝永元年（1704年）家宣が綱吉の世子として江戸城西の丸へ移ったのに伴い、奥女中として西の丸の大奥へ入る。後に家宣の寵愛を受けて御中臈に昇格した。
宝永4年（1707年）7月、家千代を出産する。以後は一之部屋様と呼ばれるようになる。しかし、同年9月に家千代は早世した。
宝永6年（1709年）、家宣の将軍就任に伴い本丸大奥へ移り、御所風に右近局（右近の方）と称せられるが、正徳2年（1712年）に家宣は病没。落飾して法心院と号した。後に西の丸へ、馬場先御用屋敷へ、さらに享保17年（1732年）に浜御殿へ転々と移住をする。
明和3年（1766年）、85歳にて死去。法名は法心院殿遍浄至覚大姉。上野東叡山光林院に埋葬された。

## 関連作品
映画
- 元禄忠臣蔵 後篇（1942年・松竹　演：大原英子）
- 大奥（秘）物語（1967年・東映　演：宮園純子）
- 大奥（2006年・東映　演：木村多江）

テレビドラマ
- 大奥（1968年・関西テレビ　演：石川阿弥子）※役名は、おちかの方
- 八代将軍吉宗（1995年・NHK大河ドラマ　演：栗田よう子）
- 大奥スペシャル（もうひとつの物語）（2006年・フジテレビ　演：木村多江）
- 忠臣蔵 瑤泉院の陰謀（2007年・テレビ東京　演：杉山あや羽）
- 徳川風雲録 八代将軍吉宗（2008年・テレビ東京　演：大音奈々）※役名は、右京の方
- 忠臣蔵の恋 四十八人目の忠臣（2016年：NHK　内藤理沙）